# Paris-Briare
 (avril 2024).
Paris-Briare est une course cycliste française, organisée de 1922 à 1998 entre la Capitale et la ville de Briare dans le département du Loiret en région Centre.

## Présentation
De sa création en 1922 à 1937 au moins, la course présente la particularité de se disputer sur des vélos à pignon fixe.
Le 29 mai 1939, la course s'élance de Villejuif (Val-de-Marne).

## Palmarès
| Année           | Vainqueur             | Deuxième                | Troisième              |
| --------------- | --------------------- | ----------------------- | ---------------------- |
| 14 juillet 1922 | Gilman                | Henri Touzard           | Paris                  |
| 1923            | (Henri ?) Volland     |                         |                        |
| 1924            | Gilman                |                         |                        |
| 1925            | Pavot                 |                         |                        |
| 1926            | René Maronnier        |                         |                        |
| 1927            | Blin                  |                         |                        |
| 1928            | Deux                  |                         |                        |
| 1929            | Hamon                 |                         |                        |
| 1930            | Maurice Bourbon       | Maurice Brun            | Karl Thallinger        |
| 1931            | Raymond Horner        | Paul Chocque            | Maurice Archambaud     |
| 1932            | Lucien Weiss          | Maurice Kraus           | Narcisse Mattuizzi     |
| 1933            | Georges Naisse        | Henri Pionnier          | Raymond Debrand        |
| 1934            | Raymond Mauret        | Louis Thiétard          | Georges Galle          |
| 1935            | Robert Charpentier    | Henri Touzet            | Maurice Pomarède       |
| 1936            | Georges Naisse        | Robert Dorgebray        | Armando Ghiringhelli   |
| 6 juin 1937     | Roger Le Nizerhy      | Georges Delahaye        | Serge Svoboda          |
| 1938            | Fernand Lesguillon    | Dominique Pedrali       | Robert Dorgebray       |
| 29 mai 1939     | Émile Idée            | Gilbert Martin          | Henri Riboult          |
| 1940-1942       | Pas organisé          | Pas organisé            | Pas organisé           |
| 1943            | Jean Guéguen          | Roger Prévotal          | Émile Carrara          |
| 1944            | Lucien Maelfait       | Roger Prévotal          | Jacques Viardot        |
| 1945            | Pas organisé          | Pas organisé            | Pas organisé           |
| 1946            | Attilio Redolfi       | Paul Pothée             | Pierre Robillard       |
| 1947            | José Beyaert          | Cyrille Maes            | Georges Lechanteux     |
| 1948            | Robert Varnajo        | Serge Blusson           | José Beyaert           |
| 1949            | Jacques Dupont        | Francis Siguenza        | Jean Fage              |
| 1950            | Pierre Gaudot         | André Darrigade         | Roger Bourgeois        |
| 1951            | Claude Rouer          | Jean Leullier           | Pierre Chaize          |
| 1952            | Jean Brevet           | Gilbert Saulière        | Jean Petotot           |
| 1953            | Alfred Solak          | Raymond Hoorelbeke      | Hubert                 |
| 1954            | Jacques Kieffer       | Jean Hemmerlé           | Orphée Meneghini       |
| 1955            | Daniel Dhieux         | Jean Tchamassanian      | René Pavard            |
| 1956            | Gérard Simon          | Gilbert Ribeyre         | Jacques Sabathier      |
| 1957            | Jean Raynal           | Guy Thomas              | Jean Molec             |
| 1958            | Philippe Gaudrillet   | Gilbert Lasseron        | André Retrain          |
| 1959            | Simon Recchi          | Henri Belena            | Claude Valdois         |
| 1960            | Marcel Seurin         | Daniel Beaumont         | Pierre Morin           |
| 1961            | Henri Belena          | Jean-F. Van de Casteele | Dussec                 |
| 1962            | Lucien Aimar          | Dominique Motte         | Chris Farnsworth       |
| 1963-1967       | Pas organisé          | Pas organisé            | Pas organisé           |
| 1968            |                       | Pierre Gautier          | Enzo Mattioda          |
| 1969            | Gérard Briend         |                         | Enzo Mattioda          |
| 1970            |                       | Enzo Mattioda           | Dominique Dussez       |
| 1971            | Bernard Croyet        | Gérard Godier           |                        |
| 1973            | Guy Dolhats           |                         | Jean-François Pescheux |
| 1974            | Gérard Colinelli      |                         |                        |
| 1975            | Jean-Raymond Toso     |                         |                        |
| 1976            | Didier Van Vlaslaer   | Jean-Raymond Toso       |                        |
| 1977            | Jean-Pierre Bouteille | Serge Beucherie         | Gérard Le Dain         |
| 1978            | Bernard Stoessel      | Didier Échivard         | Aldo Gemmiti           |
| 1979            | Jean-Paul Nion        | Philippe Badouard       | Pascal Herledan        |
| 1980            | Gérard Aviègne        | Fabien De Vooght        |                        |
| 1981            | John Herety           |                         | Paul Dennis            |
| 1982            | Thierry Peloso        | Claude Carlin           | Gérard Aviègne         |
| 1983            | Thierry Pierre        | Philippe Tesnière       | Claude Carlin          |
| 1984            | Daniel Mahier         | Guy Craz                | Gilles Bénichon        |
| 1985            | Philippe Tesnière     | Segura                  | Hervé Lépinay          |
| 1986            | Johnny Weltz          | Gilles Sanders          | Laurent Bezault        |
| 1987            | Hervé Desriac         | Kenneth Weltz           | Søren Christiansen     |
| 1988            | José Marques          | Laurent Bezault         | Éric Gibeaux           |
| 1989            | Hervé Desriac         | Philippe Peugnet        | Zdzisław Komisaruk     |
| 1990            | Marek Świniarski      | Sławomir Krawczyk       | Pascal Chanteur        |
| 1992            | Hervé Boussard        | Jean-François Anti      |                        |
| 1998            | Pascal Paniez         | Stéphane Krafft         | William Canet          |